# Погребной, Римидалв Иванович
Римида́лв Ива́нович Погребно́й (23 января 1925 — 27 января 2002) — советский и российский архитектор, проектировщик и строитель наземных и подземных объектов Московского метрополитена.

## Биография
Римидалв Иванович Погребной родился 23 января 1925 года в Баку. В декабре 1944 года был призван в Советскую Армию. Окончил Высшие офицерские курсы в Моздоке. Демобилизован в ноябре 1945 года в звании старшего лейтенанта.
В 1952 году окончил Московский архитектурный институт. В 1956 году вступил в Союз архитекторов СССР. Работал главным архитектором проектов в институте «Метрогипротранс».

## Проекты
Римидалв Погребной — автор проектов 18 станций Московского метрополитена на Сокольнической («Фрунзенская»), Замоскворецкой («Кантемировская»), Арбатско-Покровской (2 станции), Филёвской (7 станций), Калужско-Рижской (3 станции), Таганско-Краснопресненской (2 станции), Калининской (2 станции) и Серпуховско-Тимирязевской (2 станции) линиях. Принимал участие в проектировании зала пригородных касс Казанского вокзала, а также Курского вокзала.

### Станции Московского метрополитена
| Название станции                | Линия | Год запуска | Соавторы                                 |
| ------------------------------- | ----- | ----------- | ---------------------------------------- |
| Фрунзенская                     | @1    | 1957        | Ю. П. Зенкевич                           |
| Студенческая                    | @4    | 1958        | Ю. П. Зенкевич                           |
| Кутузовская                     | @4    | 1958        | Ю. П. Зенкевич                           |
| Фили                            | @4    | 1959        | Ю. П. Зенкевич                           |
| Багратионовская                 | @4    | 1961        | В. А. Черёмин                            |
| Пионерская                      | @4    | 1961        | В. А. Черёмин                            |
| Филёвский парк                  | @4    | 1961        | В. А. Черёмин                            |
| Кунцевская (северная платформа) | @3 @4 | 1965        |                                          |
| Молодёжная                      | @3    | 1965        |                                          |
| Текстильщики                    | @7    | 1966        |                                          |
| Сухаревская                     | @6    | 1972        |                                          |
| Улица 1905 года                 | @7    | 1972        | Г. М. Суворов                            |
| Свиблово                        | @6    | 1978        | И. В. Плюхин                             |
| Новогиреево                     | @8    | 1979        | И. В. Плюхин                             |
| Кантемировская                  | @2    | 1984        | В. З. Филиппов при участии И. В. Плюхина |
| Третьяковская (северный зал)    | @6 @8 | 1986        | В. З. Филиппов                           |
| Цветной бульвар                 | @9    | 1988        | В. З. Филиппов при участии С. Беляковой  |
| Дмитровская                     | @9    | 1991        | В. З. Филиппов                           |

## Цитаты
Я проработал в институте «Метрогипротранс» с 1952 по 1990 гг., являюсь автором 17 станций Московского метрополитена и к концу своего творческого пути пришёл к выводу: за 60 лет создания метро в Москве проектировщики превратили его в гигантский пылесборник, который из-за сложности конструкций трудно обслуживать эксплуатационникам.

## Фотографии
| - «Студенческая» - «Фили» - «Текстильщики» - «Сухаревская» - «Улица 1905 года». Вестибюль - «Улица 1905 года» - «Свиблово» - «Третьяковская» - «Кантемировская» - «Дмитровская» |